# Norge (Luftschiff)
Die Norge, ursprünglich N-1, war ein halbstarres Luftschiff, das 1923/24 unter dem Luftschiffpionier Umberto Nobile bei der italienischen Staatswerft Stabilimento di Costruzioni Aeronautiche (SCA) gebaut wurde. Bekannt wurde es durch seine Fahrt zur Erforschung der Nordpolargegend zwischen Europa und Amerika im Jahr 1926 – den geographischen Nordpol erreichte es dabei am 12. Mai 1926.

## 1924/25
Die Jungfernfahrt fand im März 1924 statt. Am 15. April 1924 wurde die N-1 durch eine heftige Windböe von ihrer Basis auf dem Flugplatz Ciampino weggetragen. Zwei Soldaten und ein Mechaniker, die sich nicht von den Festmacherleinen lösen konnten, wurden 300 Fuß weit getragen und zu Tode gestürzt. Danach folgten noch viele weitere Fahrten, darunter auch eine Fahrt gemeinsam mit dem Zeppelin LZ 120 Ende Mai 1925 nach Barcelona und zum französischen Flughafen Cuers-Pierrefeu, wo eine Feier zu Ehren der Toten des Unglücks der LZ 114 stattfand.

## Nordpol-Expedition
Der Polarforscher Roald Amundsen unternahm 1925 die Amundsen-Ellsworth-Flugexpedition mit dem Ziel, den Nordpol mit zwei Flugbooten Dornier Do J zu überfliegen. Nachdem er den Pol auf diese Weise nicht erreicht hatte, schlug er Umberto Nobile vor, gemeinsam mit einem Luftschiff den Nordpol in Richtung Alaska zu überfliegen. Da Amundsen nicht auf die Fertigstellung eines in Konstruktion befindlichen weiteren Luftschiffes warten wollte, entschied sich Nobile für den Umbau der N1. Der norwegische Aero Club, neben dem italienischen Staat und dem US-Amerikaner Lincoln Ellsworth Hauptfinanzier der Expedition, kaufte sie der italienischen Regierung ab.
Im Februar 1926 wurde ein erster Fahrtest des Schiffes durchgeführt. Die offizielle Übergabe fand jedoch erst am 29. März 1926 in Ciampino statt. Das Schiff wurde in Norge, das norwegische Wort für Norwegen, umgetauft. 

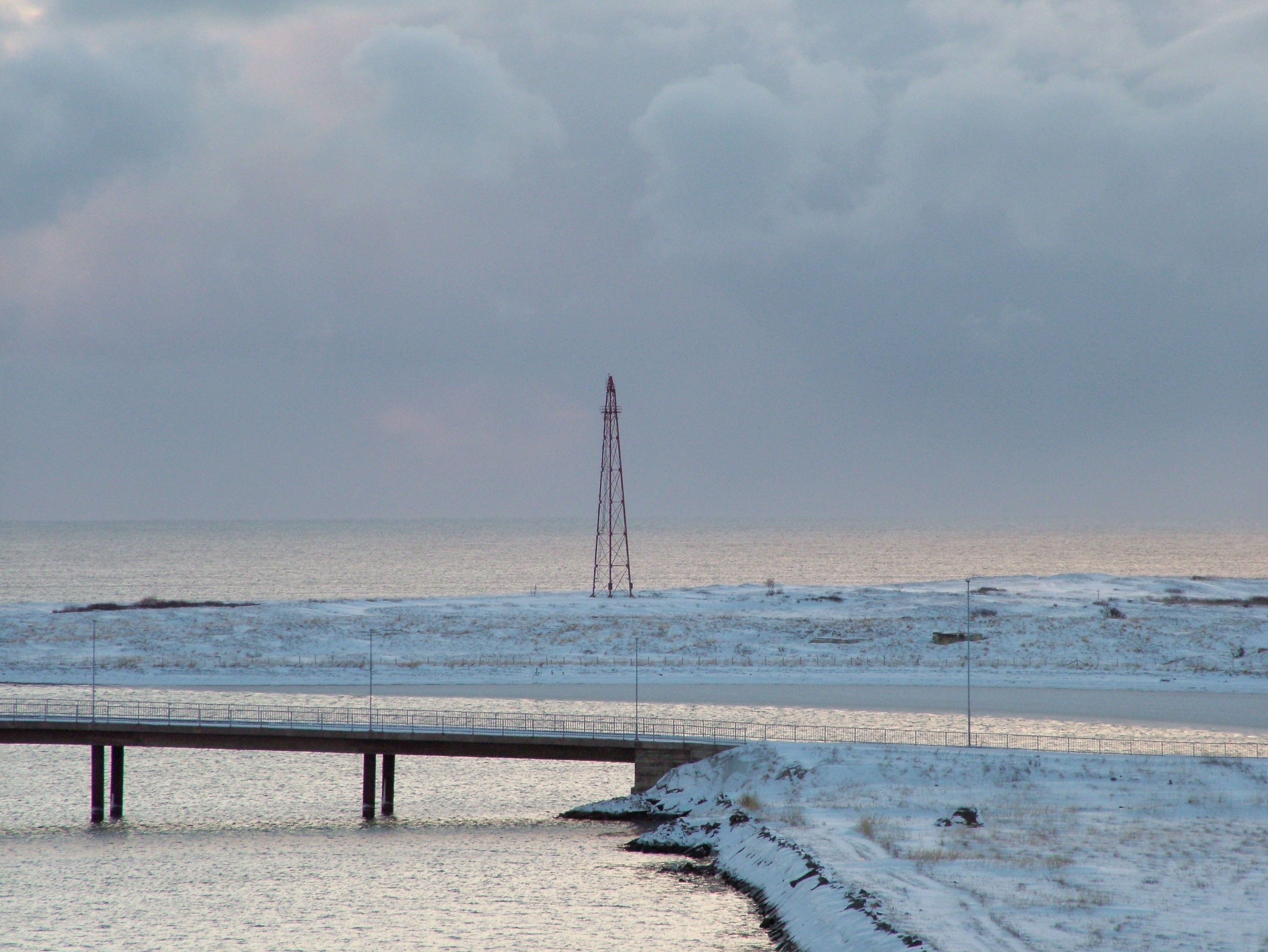
Der Ankermast in Vadsø …

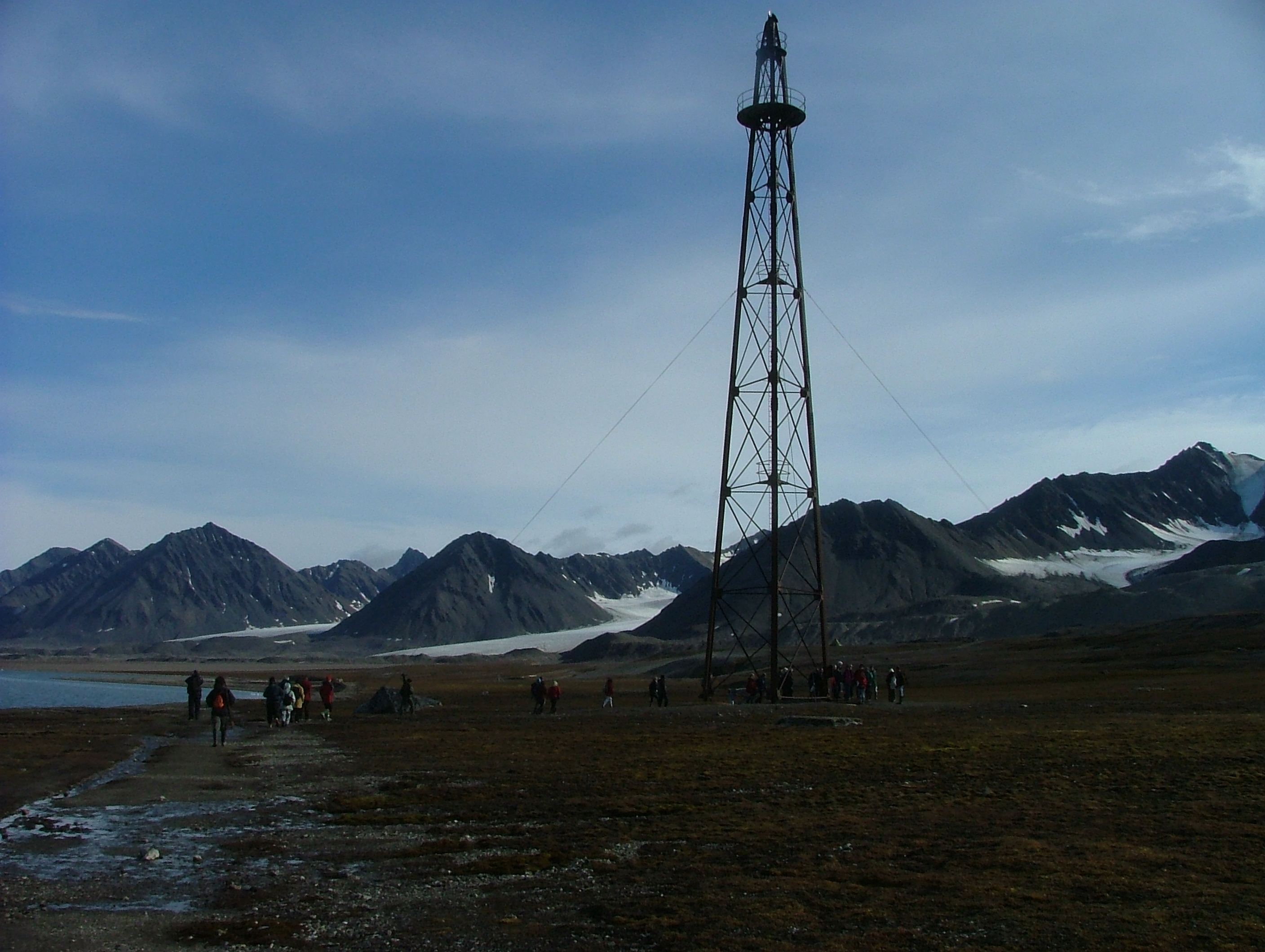
… und der in Ny-Ålesund auf Spitzbergen

Der Beginn der Expedition war ursprünglich für den 3. April geplant, ein Unwetter ließ jedoch viele enttäuschte Gäste, die der Abfahrt beiwohnen wollten, darunter auch Mussolini, zurück. Letztendlich startete man mit einer Woche Verspätung. Erstes Zwischenziel der Überführungsroute war die Luftschiffhalle in Pulham, Großbritannien, wo ein zweitägiger Stopp eingelegt wurde; dann ging es über Oslo zunächst zu einem Flugfeld in der Nähe von Leningrad, wo die Norge am 15. April nach  rund 1.200 km auf dem Gaschina-Flughafen eintraf. Das Schiff sollte dort warten, bis die Basis auf Spitzbergen bereit und das Wetter günstig für diese Etappe war. Amundsen und Ellsworth waren bereits vorausgefahren, um vor Ort auf Spitzbergen die Ankunft des Luftschiffes vorzubereiten. Nach vielen Verzögerungen ging es weiter nach Vadsø und von dort nach Ny-Ålesund auf Spitzbergen, wo die Norge am 7. Mai eintraf.
Als die Norge am 11. Mai zur eigentlichen Fahrt über den Nordpol nach Alaska startete, musste die 16-köpfige Besatzung, darunter Nobile, Amundsen und Ellsworth, davon ausgehen, dass es dem US-Amerikaner Richard Byrd zwei Tage zuvor bereits gelungen war, den Nordpol zu überfliegen. Dessen Behauptung, mit seinem Copiloten Floyd Bennett den Nordpol erreicht und umkreist zu haben, bevor er wieder auf Spitzbergen gelandet war, konnte jedoch nie bewiesen werden; daher gilt der 12. Mai 1926, an dem die Norge den Nordpol nach 16 Stunden und 40 Minuten Fahrt erreicht hatte, als erstes zweifelsfrei gesichertes Datum. Die Norge setzte ihre Fahrt erfolgreich fort und landete, fast 70 Stunden nach dem Start auf Spitzbergen, trotz schlechten Wetters, das unter anderem die Navigation erschwerte, ohne Bodenmannschaft problemlos bei Teller in der Nähe von Nome/Alaska. Sofort nach dem Aufsetzen wurde die Hülle geöffnet, um das Gas entweichen zu lassen. Später wurde das Schiff dort demontiert.
Nach seiner Rückkehr wurde Nobile für die außergewöhnliche Leistung in Italien zum General ernannt.

## Expeditionsteilnehmer
| Name                               | Aufgabe                                                                  |
| ---------------------------------- | ------------------------------------------------------------------------ |
| norwegische Gruppe                 |                                                                          |
| Roald Amundsen (1872–1928)         | Expeditionsleiter                                                        |
| Hjalmar Riiser-Larsen (1890–1965)  | Erster Navigationsoffizier                                               |
| Emil Horgen (1889–1954)            | Zweiter Navigationsoffizier                                              |
| Birger Gottwaldt (1880–1968)       | Leiter der Funkstation                                                   |
| Oscar Wisting (1871–1936)          | Steuermann                                                               |
| Frithjof Storm-Johnsen (1897–1978) | Funker                                                                   |
| Oskar Omdal (1895–1927)            | Maschinist                                                               |
| Fredrik Ramm (1892–1943)           | Journalist                                                               |
| italienische Gruppe                |                                                                          |
| Umberto Nobile (1885–1978)         | Kapitän des Luftschiffs                                                  |
| Natale Cecioni (1888–1960)         | Leitender Techniker                                                      |
| Ettore Arduino (1889–1928)         | Maschinist                                                               |
| Renato Alessandrini (1890–1928)    | Takler                                                                   |
| Attilio Caratti (1895–1928)        | Maschinist                                                               |
| Vincenzo Pomella (1896–1928)       | Maschinist                                                               |
| Angehörige anderer Nationen        |                                                                          |
| Finn Malmgren (1895–1928)          | Schwedischer Meteorologe und Ozeanograph                                 |
| Lincoln Ellsworth (1885–1951)      | US-amerikanischer Hauptfinanzier und stellvertretender Expeditionsleiter |

## Technik
- Länge: 106 m
- Durchmesser 19,5 m
- Volumen: etwa 18.500 bis 19.000 Kubikmeter
- Eigengewicht: 12.490 kg
- Nutzlast: 8.600 kg
- Traggas: Wasserstoff
- Material der Hülle: vierlagige Baumwolle mit Gummierung auf der Innenseite und Aluminiumanstrich auf der Außenseite
- Antrieb: 3 Maybach-Motoren mit jeweils 180 kW (245 PS)
- Höchstgeschwindigkeit: 85 km/h

Das Schiff legte insgesamt eine Strecke von etwa 12.500 km während 171 Stunden in der Luft zurück, davon 5.300 über dem Polarmeer.